# Hugues (évêque de Genève)
Pour les articles homonymes, voir Hugues.
Hugues ou Hugo († 1020) est un évêque de Genève de l'extrême fin du Xe siècle et du début du siècle suivant. Hugues est placé au 41e rang des évêques dans la liste de la Bible de Saint-Pierre.
Il est parfois confondu dans la documentation avec Hugues, évêque de Sion (993/94-1018/20) et proche du roi Rodolphe III, roi des Deux Bourgognes (Bourgogne transjurane et Bourgogne cisjurane).

## Biographie
Les origines d'Hugues ne sont pas précisément connues. Il est dit proche de la cour de Bourgogne. À partir de l'acte de 998, les auteurs du Régeste genevois (1866) relève qu'il est considéré comme le neveu de l'impératrice Adélaïde de Bourgogne, tout comme le roi Rodolphe III de Bourgogne. D'après un acte de 1005, on sait qu'il a un frère, Luithard, qui avait obtenu une vigne en Valais de la part du roi.
Hugues est mentionné pour la première fois comme évêque de Genève (Hugo espicopus Genevensis) en l'an 993,, lorsqu'il participe à la désignation du nouvel abbé de Cluny, Odilon (Le Régeste genevois a donné par erreur l'année 988).
En 998, il souscrit, aux côtés de 27 évêques, au concile de Rome, présidé par le pape Grégoire V et en présence de l'empereur Othon III,.
L'année suivante, le roi Rodolphe III de Bourgogne et plusieurs évêques, dont Hugues, accueillent l'impératrice Adélaïde de Bourgogne, veuve d'Othon le Grand, à Orbe, de passage en Bourgogne pour apaiser les tensions,. Il est présent aux côtés du roi lorsque Hugues, évêque de Sion, est fait comte en Valais, en 999.
Hugues se trouve régulièrement présent lors de donations ou de confirmations du roi Rodolphe III. Il accompagne le roi en 1000, lors de son voyage en Allemagne auprès de l'empereur Otton III.
En novembre 1007, il participe au synode de Francfort,.
Il est à l'origine de la fondation du prieuré Saint-Victor de Genève. Il considère que le prieuré « n'a pas assez de possessions pour qu'on lui donne un abbé, la cède à Odilon, abbé de Cluny », entre 1000 et 1011, avec l'autorisation du roi,.
En 1011, il est présent, aux côtés de l'archevêque de Lyon, frère du roi, et de l'évêque d'Aoste, lorsque le roi accorde le titre de comte de Vaud à l'évêque de Lausanne, Henri.
Avant 1019, la date n'est pas connue, il fait reconstruire l'église de Bourg-Saint-Pierre,.
Il est dans la suite de l'empereur Henri II, venu consacrer la cathédrale de Bâle, le 11 octobre 1019,.
Hugues semble mourir au cours de l'année 1020. Conrad lui succède sur le siège épiscopal de Genève,.